# Тесанов, Даниил Сергеевич
Даниил Сергеевич Тесанов (род. 1 августа 2001, Ярославль) — российский хоккеист, нападающий.  

## Биография
Воспитанник СДЮШОР «Локомотив-2004» Ярославль, тренер Сергей Кислицын. С сезона 2017/18 — игрок команды НМХЛ «Локо-Юниор». Со следующего сезона стал также играть за «Локо» в МХЛ. 23 сентября 2020 года в домашнем матче против «Нефтехимика» (2:3) дебютировал в КХЛ в составе «Локомотива».
28 мая 2023 года сыграл за ФК «Локомотив» в чемпионате Ярославля по футболу 8х8.
Обладатель Кубка Харламова (2019), серебряный призер чемпионата МХЛ (2021).
- Обладатель Кубка Гагарина 2025 года